# Brachyorrhos albus
Espèce
Synonymes
- Coluber albus Linnaeus, 1758

Statut de conservation UICN

 DD  : Données insuffisantes
Brachyorrhos albus est une espèce de serpents de la famille des Homalopsidae.

## Répartition
Cette espèce est endémique des Moluques en Indonésie,. Elle se rencontre à Ambon et à Céram.

## Description
Cette espèce mesure de 337 à 472 mm sans la queue.

## Publication originale
- Linnaeus, 1758 : Systema naturae per regna tria naturae, secundum classes, ordines, genera, species, cum characteribus, differentiis, synonymis, locis, ed. 10 (texte intégral).